# Epicauta schneideri
Epicauta schneideri es una especie de coleóptero de la familia Meloidae.

## Distribución geográfica
Habita en Tailandia.